# توماس فورست
توماس فورست (بالإنجليزية: Thomas Forrest)‏ هو سياسي أمريكي، ولد في 1747 في فيلادلفيا في الولايات المتحدة، وتوفي في 20 مارس 1825 في الولايات المتحدة. حزبياً، نشط في الحزب الفيدرالي الأمريكي. وقد انتخب عضو مجلس النواب الأمريكي.